# أبراميسين
أبراميسين (بالإنجليزية: Apramycin)‏ هو دواء مضاد حيوي من مجموعة الامينوجليكوسيد
يُستخدم لعلاج عدد من العداوى البكتيرية،والتي تشمل التهاب الأذن الوسطى، والتهاب البلعوم العقدي، وذات الرئة، وإسهال المسافرين، وبعض الالتهابات المعوية الأخرى. ويمكن أيضًا استخدامه لعدد من الأمراض المنقولة جنسيًا بما في ذلك عداوى الكلاميديا والسيلان. يُمكن أيضًا استخدامه لمكافحة الملاريا، جنبًا إلى جنب مع أدوية الأخرى. يمكن أن يؤخذ عن طريق الفم أو عن طريق الوريد بجرعة واحدة يوميًّا.

## أعراض جانبية وآلية العمل
تشمل الأعراض الجانبية الشائعة الغثيان، والتقيؤ، والإسهال واضطراب المعدة. يُحتمل ظهور تفاعل أرجيّ أو نوع من الإسهال الناجم عن المطثية العسيرة.
في عام 2013م، أصدرت هيئة الغذاء والدواء الأمريكية (FDA) تحذير طبي بشأن استخدامه بسبب وجود خطورة محتملة علي ضربات القلب التي قد تسبب مشاكل مميتة للمرضى. وأشار العلماء إلى أنه من الممكن أن يسبب تغيرات شاذة في الفاعلية الكهربائية للقلب التي قد تطيل من الفاصلة كيو تي، مسببة اضطراب نظم نادر بالقلب.

## المجتمع والحضارة
أُنتج أبراميسين للمرة الأولى عام 1980. يتواجد أبراميسين في قائمة منظمة الصحة العالمية للأدوية الأساسية، وهي قائمة بأهم الأدوية التي يحتاجها نظام رعاية صحية أساسي. وهو متوفّر كدواء مكافئ ويُباع تحت أسماء تجارية عديدة في جميع أنحاء العالم. تصل تكلفة الجملة في الدول النامية إلى حوالي 0.18 حتى 2.98 دولار أمريكي للجرعة. أما في الولايات المتحدة فيكلّف حوالي 33 دولار أمريكي لدورة من العلاج.